# A milicista halála

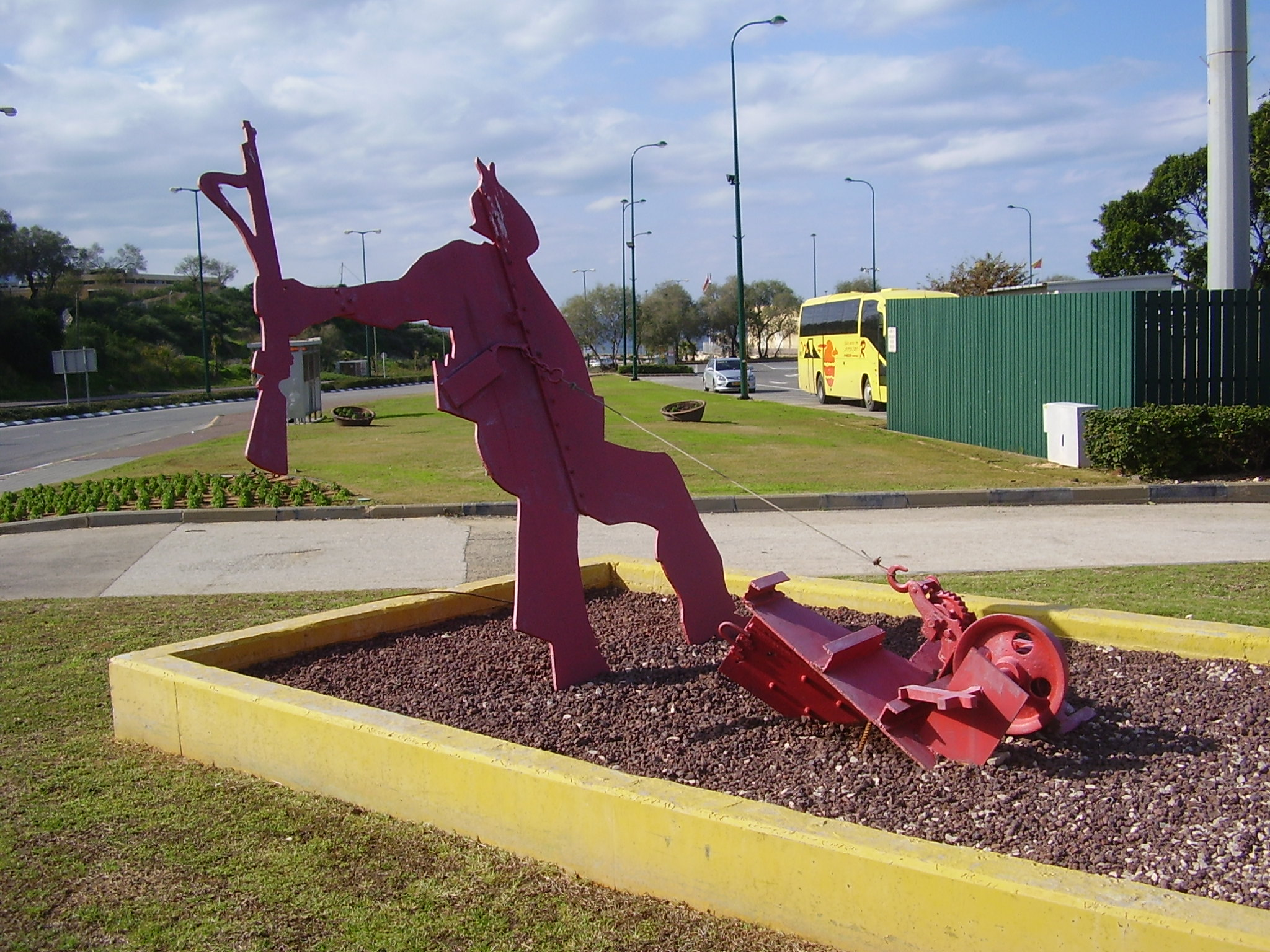
A kép ihlette köztéri szobor Netanyában (Izrael). Yigal Tumarkin alkotása

A milicista halála egy fotótörténeti értékű fekete-fehér fényképfelvétel, amit Robert Capa készített 1936. szeptember 5-én, és egy köztársasági milicista, Federico Borrell García halálát örökítette meg a spanyol polgárháborúban. A fénykép teljes címe Lojalista milicista a halál pillanatában, Cerro Muriano, 1936. szeptember 5.
Sokan úgy tartják, hogy a kép egy beállított helyzetet rögzített, sőt nem is a Cerro Murianó-i csatában készült, hanem Espejo mellett.

## Története
Capa képe Borrell halálának pillanatát kapta el. A katona hátraesni látszik, miután találat érte. Civil ruházatúnak tűnik, de egy bőr tölténytartó övet visel és a jobb kezében puskát tart.
Capa fényképét először 1936. szeptember 23-án publikálták a Vu francia magazinban. Azóta A milicista halálát többször reprodukálták, és a spanyol polgárháború szimbólumává vált. Ez minden idők egyik legismertebb háborús fotója.